# Sinusuri venoase durale
Sinusurile venoase durale (numite și sinusuri durale, sinusuri cerebrale sau sinusuri craniene) sunt canale venoase care se gasesc între straturile endosteale și meningeale ale durei mater din creier.  Acestea primesc sânge din vene cerebrale, primesc lichidul cefalorahidian (LCR) din spațiul subarahnoidian prin granulațiile arahnoide și se varsă, în principal, în vena jugulară internă.

## Sinusurile venoase
| Nume                      | Drenează la                                                        |
| Anterior                  |                                                                    |
| Sinusurile sfenoparietale | Sinusurile cavernoase                                              |
| Sinusurile cavernoase     | Sinusurile petrosale superioare și inferioare                      |
| Mijlociu                  |                                                                    |
| Sinus sagital superior    | De obicei, devine sinus transversal sau confluența sinusurilor     |
| Sinus sagital inferior    | Sinus drept                                                        |
| Sinus drept               | De obicei, devine sinus transvers stâng sau confluența sinusurilor |
| Posterior                 |                                                                    |
| Sinus occipital           | Confluența sinusului                                               |
| Confluența sinusurilor    | Sinusuri transversale drept și stâng                               |
| Lateral                   |                                                                    |
| Sinusul petrosal superior | Sinusuri transversale                                              |
| Sinusuri transversale     | Sinusul sigmoid                                                    |
| Sinusul petrosal inferior | Vena jugulară internă                                              |
| Sinusurile sigmoide       | Vena jugulară internă                                              |

## Anatomie
Pereții sinusurilor venoase durale sunt compuse din dura mater căptușită de endoteliu, un strat specializat de celule aplatizate care se găsesc în vasele de sânge. Acestea diferă de alte vase de sânge, prin faptul că le lipsește complet unul dintre straturile vaselor (de exemplu, tunica mijlocie ) caracteristică arterelor și venelor. De asemenea, îi lipsesc și valvele (în vene, cu excepția circulației sanguine materno-fetale, (adică artera placentară și artere pulmonare), ambele purtând sânge neoxigenat). 

## Semnificație clinică
Sinusurile pot fi rănite de traumatisme care pot deteriora dura mater și pot duce la formarea cheagurilor de sânge (tromboză) în interiorul sinusurilor durale. Alte cauze comune ale trombozei sinusurilor durale includ avansul infecției prin venele oftalmice din celulita orbitală. Deși rară, tromboza sinusală durală poate duce la infarct hemoragic sau edem cerebral, cu consecințe grave, inclusiv epilepsie, deficit neurologic sau moarte. 

## Imagini suplimentare

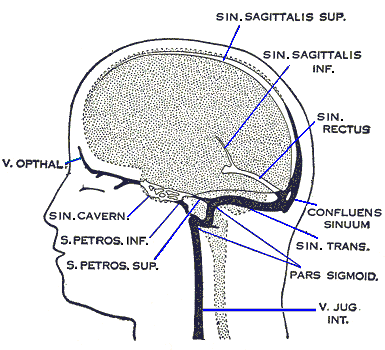
Venele durale
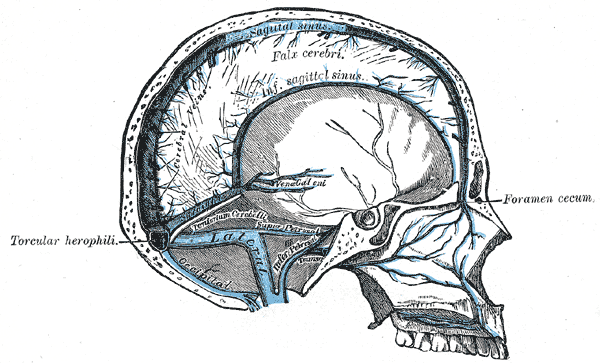
Secțiunea sagitală a craniului, care arată sinusurile durabii.
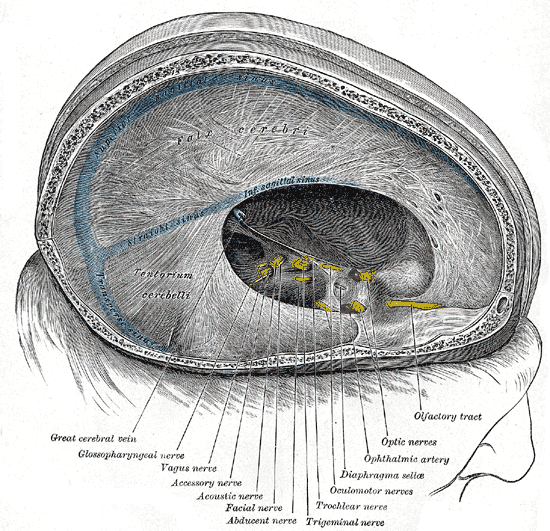
Dura mater și procesele sale expuse eliminând o parte din jumătatea dreaptă a craniului și a creierului.
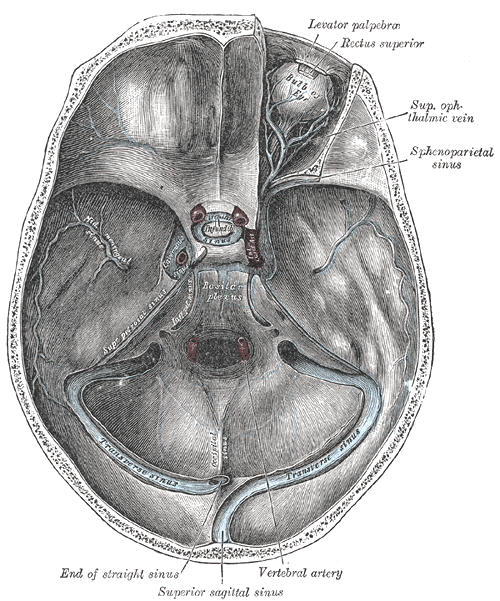
Sinusurile de la baza craniului.